# Przegląd Albański
Przegląd Albański – wydawane w Katowicach przez Śląską Agencję Prasową czasopismo poświęcone historii i kulturze Albanii i Kosowa. Redaktorem naczelnym pisma był Jerzy Wiśniewski. Czasopismo ukazywało się nieregularnie, choć w stopce redakcyjnej było określane jako rocznik. Pismo nie miało stałego zespołu redakcyjnego, a autorami tekstów byli zarówno hobbyści, interesujący się Albanią, jak też specjaliści, którzy w swojej pracy naukowej stykają się z problematyką albańską. 
Ukazały się cztery numery pisma:
- No 1. 1996 (Od Skanderbega do Berishy), 79 stron.
- No 2. 1997, (Literatura mało znana), 80 stron.
- No 3. 1998-2000, (Kosowski węzeł), 80 stron.
- No 4. 2001, (Biznes po albańsku), 82 strony

PA był związany z Towarzystwem Polsko-Albańskim, działającym w Polsce i publikował materiały odnoszące się do działalności tego stowarzyszenia. Istotną rolę odgrywałą też promocja Albanii od strony turystycznej i reklama polskich firm, działających na rynku albańskim. PA był ilustrowany – okładka kolor, artykuły opatrzone czarno-białymi fotografiami. Format A-5. Od nr. 4 zawierał streszczenia artykułów w języku albańskim. Od 2001 pismo się nie ukazuje.